# マット・チルダース
マシュー・ウィルキー・チルダース（Matthew Wilkie Childers , 1978年12月3日 - ）は、アメリカ合衆国ジョージア州出身のプロ野球選手（投手）。
兄のジェイソン・チルダースも元メジャーリーグの投手。

## 来歴・人物
1997年にミルウォーキー・ブルワーズからドラフト9巡目で指名されて入団。2002年8月3日にメジャーデビュー。2004年オフにアトランタ・ブレーブスに移籍し、2005年に3年ぶりにメジャー登板を果たした。
2007年はフィラデルフィア・フィリーズ傘下3Aオタワ・リンクスに所属。19試合に先発し7勝4敗、防御率5.17。チームメイトにゲーリー・バーナム・ジュニア（元千葉ロッテマリーンズ）がいた。
2008年はフィリーズ傘下3Aリーハイバレーでクローザーを務め、53試合登板、3勝5敗20セーブ、防御率3.78。同年12月6日、東北楽天ゴールデンイーグルスと契約を結んだ。抑え候補として名前が挙がっていた。
2009年のオープン戦では、8試合連続無失点と結果を残したが、外国人枠の関係により開幕一軍とはならなかった。シーズン開幕後は二軍でも抑えを務め、リック・ショートの故障により6月にようやく一軍登録された。だが初登板こそ無難に抑えたものの、その後は打ち込まれ、結局わずか3試合の登板で7月に二軍落ちとなった。その後は二軍の投手事情から先発に転向し、2勝を挙げるなどと安定した結果は残したものの、再昇格はなかった。結局、このシーズン終了には自由契約となり、わずか1年でチームを去った。

## プレースタイル
最速146kmのストレートとフォークボールとスライダーを制球良く投げ、打たせて取る投球スタイル。
このフォークボールは軽く揺れ、当時の楽天のヘッドコーチだった橋上秀樹は「落差はチームで1番だ。」と言う。

## 詳細情報

### 年度別投手成績
| 年 度    | 球 団    | 登 板 | 先 発 | 完 投 | 完 封 | 無 四 球 | 勝 利 | 敗 戦 | セ 丨 ブ | ホ 丨 ル ド | 勝 率 | 打 者 | 投 球 回 | 被 安 打 | 被 本 塁 打 | 与 四 球 | 敬 遠 | 与 死 球 | 奪 三 振 | 暴 投 | ボ 丨 ク | 失 点 | 自 責 点 | 防 御 率 | W H I P |
| -------- | -------- | ----- | ----- | ----- | ----- | -------- | ----- | ----- | -------- | ----------- | ----- | ----- | -------- | -------- | ----------- | -------- | ----- | -------- | -------- | ----- | -------- | ----- | -------- | -------- | ------- |
| 2002     | MIL      | 8     | 0     | 0     | 0     | 0        | 0     | 0     | 0        | 0           | ----  | 48    | 9.0      | 13       | 2           | 8        | 1     | 1        | 6        | 0     | 0        | 12    | 12       | 12.00    | 2.33    |
| 2005     | ATL      | 3     | 0     | 0     | 0     | 0        | 0     | 0     | 0        | 0           | ----  | 21    | 4.0      | 5        | 1           | 3        | 0     | 1        | 2        | 0     | 0        | 2     | 2        | 4.50     | 2.00    |
| 2009     | 楽天     | 3     | 0     | 0     | 0     | 0        | 0     | 0     | 0        | 0           | ----  | 22    | 4.1      | 8        | 1           | 2        | 0     | 0        | 2        | 2     | 0        | 5     | 5        | 10.38    | 2.31    |
| MLB：2年 | MLB：2年 | 11    | 0     | 0     | 0     | 0        | 0     | 0     | 0        | 0           | ----  | 69    | 13.0     | 18       | 3           | 11       | 1     | 2        | 8        | 0     | 0        | 14    | 14       | 9.69     | 2.23    |
| NPB：1年 | NPB：1年 | 3     | 0     | 0     | 0     | 0        | 0     | 0     | 0        | 0           | ----  | 22    | 4.1      | 8        | 1           | 2        | 0     | 0        | 2        | 2     | 0        | 5     | 5        | 10.38    | 2.31    |

### 記録
NPB
- 初登板：2009年6月14日、対横浜ベイスターズ4回戦（クリネックススタジアム宮城）、9回表に4番手で救援登板・完了、1回無失点
- 初奪三振：同上、9回表に北川隼行から見逃し三振

### 背番号
- 43 （2002年）
- 28 （2005年）
- 57 （2005年）
- 50 （2009年）